# Gheorghe Popovici (Boșcu)
Gheorghe Popovici (Boșcu) (n. 17 aprilie 1895, Chișineu-Criș, județul Arad - d. 1946, Cluj) a fost un medic român, participant la Marea Adunare Națională de la Alba Iulia din 1 decembrie 1918 și profesor universitar.

## Date biografice
S-a născut în localitatea Chișineu-Criș, județul Arad, într-o veche familie de intelectuali români. A decedat de cancer la Cluj în 1946.

## Studii
A urmat cursurile liceului din Brașov și ale Facultății de medicină din Budapesta, pe parcursul studiilor beneficiind de o bursă specială, obținând titlul de doctor în 1919. Și-a completat studiile în cadrul clinicii din Heidelberg sub bisturiul doctorului Gyorgy, un doctor de renume mondial. Alături de acesta a studiat corpul copilului în stadii de sănătate și de boală. În 1926 obține titlul de doctor docent în Terapie infantilă și puericultură.  
Va fi delegat la Marea Adunare Națională de la Alba-Iulia din 1 Decembrie 1918, din partea consătenilor săi, Cercul electoral Chișineu-Criș și a studenților mediciniști, membri ai Societății academice studențești „Petru Maior” de la Budapesta. Acesta este numit președinte al Comisiei studențești la pregătirea Unirii Transilvaniei cu România. Va prelua, în locul profesorului Titu Gane Catedra de pediatrie a Facultății de Medicină din Cluj, între anii 1935-1946. Este de asemenea autor al Tratatului de pediatrie și puericultură în 4 volume. 

## Viața și activitatea
Născut în localitatea Chișineu-Criș, într-o veche familie de intelectuali, doctorul Gheorghe Popovici a dus o viață și o activitate intensă în domeniul medical, având o largă activitate publicistică. Aportul său la realizarea Marii Uniri a fost realizat din postura de președinte al Comisiei Studențești, din cadrul acestei organizații fiind trimis ca delegat la Marea Adunare de la Alba Iulia. 
După Unire a devenit profesor la catedra de Fiziologie a Facultății de Medicină din Cluj în 1932. Cu ocazia ocupării acestui post redactează un manual de Fiziologie.  La 1 aprilie 1935 ocupă postul de profesor al catedrei de Pediatrie, find totodată împreună cu Titu Gane un întemeietor al învățământului românes de pediatrie.. Activează în cadrul Institutului de Igienă și Sănătate Publică din Cluj. Între 1936-1940 publică tratatul de Pediatrie și Puericultură. La îndemnul său este înființată revista de Pediatrie și Puericultură. În intervalul 1940-1945 se află în refugiu la Sibiu unde deschide un cabinet de medicină privat.  
Încă din facultate pune accentul pe disciplinele fundamentale ale medicinei: fiziologie, fizioterapie, farmacologie și farmacodinamie, pe care le adâncește, lucrând timp îndelungat la aceste discipline. Bine documentat în disciplinele fundamentale, se îndreaptă spre studiul clinicii copilului, lucrând alături de maeștrii săi din țară: prof. dr. Titu Gane și prof. dr. E. Manicatide, care au avut o covârșitoare influență în formarea sa profesională. Își va completa studiile clinicii de pediatrie la Clinica din Heidelberg, sub conducerea profesorului Gyorgy, savant de renume mondial, cu care a lucrat de-a rândul, formându-și concepția științifică a cercetărilor privind organismul copilului în stare de sănătate și boală. Aceste cercetări l-au călăuzit în viață, reușind, la rândul său, să imprime puternic colaboratorilor săi necesitatea studiilor de cercetare, fără de care progresul nu este posibil. Dând tuturor exemplu, lucra mult și intens, deseori făcea nopți albe.
Atât la Cluj, cât și în vremelnicul refugiu la Sibiu, a avut cabinet particular, unde, datorită renumelui profesional și comportamentului său uman, era foarte căutat de pacienți, mai ales de cei săraci. După ce în anul 1926 a obținut titlul de docent în Terapia infantilă și puericultură, este ales, prin chemare, profesor la Catedra de fiziologie a Facultății de Medicină din Cluj, în 1932, domeniu pentru care a redactat un Manual de fiziologie, iar la 1 aprilie 1935, tot prin chemare, ocupă postul de profesor la Catedra de pediatrie, girând totodată Catedra de farmacologie, pentru care domeniu scrie un manual.   
Paralel cu aceste funcții, activează în cadrul Institutului de Igienă și Sănătate Publică din Cluj, cu funcția de inspector, ca șef de secție, în probleme de ocrotirea mamei și copilului. În aceste condiții, prof. Gh. Popovici, imprimă colectivului său un impuls deosebit, atât pentru munca la patul bolnavului și pe teren, cât și pentru activitatea științifică.   
Asistența medicală a copilului a fost așezată pe noi baze, dând atenție cu precădere laturii profilactice. În acest sens, menționăm progresele înregistrate de învățământul de pediatrie clujean pe linie didactică, activitate orientată spre problemele cele mai arzătoare ale terenului, asupra  cărora se insista, în mod deosebit, la cursuri și stagii practice, probleme actuale și în zilele noastre.  
Activitatea profesorului dr. Gheorghe Popovici (Boșcu) însumează peste 500 de lucrări, monografii, rapoarte, referate etc., acestea au ca punct de plecare rahitismul copilului, metabolismul hidromineral, vitamina C și D, aspecte privind terapeutica, dar și tulburările digestive acute și cronice.   
Profesorul Popovici era o personalitate distinsă, avea o vastă cultură medicală, era un excelent organizator. Se știe că, înainte de al Doilea Război Mondial, clinica pediatrică era situată într-o clădire pe locul actualului Institut Oncologic din Cluj-Napoca. Alături erau niște grajduri care, prin grija lui Boșcu, au fost transformate în anexe ale Clinicii de pediatrie, ambulatoriu și camere de gardă pentru studenții care făceau gardă de noapte.  